# Otlophorus senilis
Otlophorus senilis là một loài tò vò trong họ Ichneumonidae.